# Mezinárodní strojírenský veletrh
Mezinárodní strojírenský veletrh je průmyslový veletrh. Místem konání je brněnské výstaviště.
Každoročně se ho účastní více než 1 500 vystavovatelů a 80 000 návštěvníků z 50 zemí světa. Více než třetinu tvoří vystavovatelé ze zahraničí. Zastoupeny jsou všechny klíčové oblasti strojírenského průmyslu v devíti specializovaných oborech.  Spolu s Mezinárodním strojírenským veletrhem se konají i doprovodné veletrhy. Každý lichý rok je to mezinárodní veletrh dopravy a logistiky Transport a Logistika a veletrh pro technologií pro ochranu životního prostředí Envitech, v sudých letech se současně konají veletrhy IMT, FOND-EX, WELDING, PLASTEX a PROFINTECH.
První mezinárodní strojírenský veletrh se konal v roce 1959. Od té doby se mezinárodní strojírenské veletrhy konají každoročně na podzim. V prvních letech to bylo vždy na počátku září, později začal být termín konání koordinován s ostatními veletrhy v Evropě a posunut na počátek října. Pořadatelem veletrhu je společnost Veletrhy Brno (BVV).